# Lo Crit d'Espanya
Lo Crit d'Espanya fue un semanario satírico de ideología carlista editado entre 1889 y 1892 en la ciudad española de Barcelona, durante la Restauración.

## Historia
Publicación periódica editada en Barcelona, su director fue Francisco de Paula Oller. Su primer número apareció el 8 de marzo de 1889, con cuatro páginas de 38 x 27 a tres columnas, impresa en la Imprenta Beltrán y Altés, Pelayo, 6 bis. De periodicidad semanal, su cabecera era obra de Paciano Ross. Fue continuadora de Lo Crit de la Patria (1883-1888), semanario desaparecido tras adherirse al Manifiesto de Burgos de la prensa integrista mientras se hallaba en prisión Oller, quien consideró que había sido traicionada su línea.
En enero de 1890 empezó a publicarse en ocho páginas de 28 x 19, a dos columnas, cuatro páginas de texto y cuatro de litografías y caricaturas, con un retrato a lápiz en color en la primera plana. El semanario pretendía combatir el liberalismo «en todas sus manifestaciones», así como la escisión integrista de Ramón Nocedal, a la que acusaban de haber pretendido apoderarse del nombre, lema y credo carlista.
Entre los artistas que firmaron las ilustraciones del semanario se habrían encontrado firmas como las de Cilla, Melitón González, Paciano Ross, Antón Ross Bosch, Gay-Lusach, «Un mallorquí» o Utrillo. Entre los textos se podían encontrar colaboraciones de autores como Juan Bautista Falcó, Juan María Roma, Juan B. Güell, Javier Bonet, S. Brau, A. Vidal y Vaquer, entre otros. Cesó su publicación en septiembre de 1892, al emigrar Oller a Buenos Aires.